# Irvin Cardona
Irvin Cardona (Nîmes, 8 de agosto de 1997) é um futebolista francês que atua como atacante. Atualmente joga no Saint-Étienne, emprestado pelo Augsburg.

## Carreira
Irvin Cardona começou a carreira no Monaco.

## Títulos
Monaco
- Campeonato Francês: 2016–17